# Where Do We Go? Tour
Tournées par Billie Eilish
When We All Fall Asleep Tour
(2019)
Le Where Do We Go? Tour est une tournée de l'auteure-compositrice-interprète américaine Billie Eilish prévue pour 2020,,,,,.

## Setlist
1. bury a friend
2. you should see me in a crown
3. my strange addiction
4. ocean eyes
5. COPYCAT
6. WHEN I WAS OLDER
7. 8
8. wish you were gay
9. xanny

### Au piano
1. lovely
2. listen before i go
3. i love you

### Sur la scène A
1. ilomilo
2. bellyache
3. idontwannabeyouanymore
4. No Time To Die
5. when the party’s over
6. all the good girls go to hell
7. everything i wanted
8. bad guy
9. goodbye

## Dates et lieux des concerts
| Date                       | Ville                      | Pays                       | Lieu                       | Première partie            | Affluence                  | Revenu                     |
| Étape 1 — Amérique du Nord | Étape 1 — Amérique du Nord | Étape 1 — Amérique du Nord | Étape 1 — Amérique du Nord | Étape 1 — Amérique du Nord | Étape 1 — Amérique du Nord | Étape 1 — Amérique du Nord |
| -------------------------- | -------------------------- | -------------------------- | -------------------------- | -------------------------- | -------------------------- | -------------------------- |
| 9 mars 2020                | Miami                      | États-Unis                 | American Airlines Arena    | NC                         | NC                         | NC                         |
| 10 mars 2020               | Orlando                    | États-Unis                 | Amway Center               | NC                         | NC                         | NC                         |
| 12 mars 2020               | Raleigh                    | États-Unis                 | PNC Arena                  | NC                         | NC                         | NC                         |
| 13 mars 2020               | Philadelphie               | États-Unis                 | Wells Fargo Center         | NC                         | NC                         | NC                         |
| 15 mars 2020               | New York                   | États-Unis                 | Madison Square Garden      | NC                         | NC                         | NC                         |
| 16 mars 2020               | Newark                     | États-Unis                 | Prudential Center          | NC                         | NC                         | NC                         |
| 18 mars 2020               | Washington, D.C.           | États-Unis                 | Capital One Arena          | NC                         | NC                         | NC                         |
| 19 mars 2020               | Boston                     | États-Unis                 | TD Garden                  | NC                         | NC                         | NC                         |
| 20 mars 2020               | New York                   | États-Unis                 | Barclays Center            | NC                         | NC                         | NC                         |
| 23 mars 2020               | Detroit                    | États-Unis                 | Little Caesars Arena       | NC                         | NC                         | NC                         |
| 24 mars 2020               | Chicago                    | États-Unis                 | United Center              | NC                         | NC                         | NC                         |
| 25 mars 2020               | Indianapolis               | États-Unis                 | Bankers Life Fieldhouse    | NC                         | NC                         | NC                         |
| 27 mars 2020               | Nashville                  | États-Unis                 | Bridgestone Arena          | NC                         | NC                         | NC                         |
| 28 mars 2020               | Saint-Louis                | États-Unis                 | Enterprise Center          | NC                         | NC                         | NC                         |
| 29 mars 2020               | Omaha                      | États-Unis                 | CHI Health Center Omaha    | NC                         | NC                         | NC                         |
| 1er avril 2020             | Denver                     | États-Unis                 | NC                         | NC                         | NC                         | NC                         |
| 4 avril 2020               | Los Angeles                | États-Unis                 | The Forum                  | NC                         | NC                         | NC                         |
| 5 avril 2020               | Los Angeles                | États-Unis                 | The Forum                  | NC                         | NC                         | NC                         |
| 7 avril 2020               | San Francisco              | États-Unis                 | Chase Center               | NC                         | NC                         | NC                         |
| 8 avril 2020               | Sacramento                 | États-Unis                 | Golden 1 Center            | NC                         | NC                         | NC                         |
| 10 avril 2020              | Tacoma                     | États-Unis                 | Tacoma Dome                | NC                         | NC                         | NC                         |
| 11 avril 2020              | Vancouver                  | Canada                     | Rogers Arena               | NC                         | NC                         | NC                         |
| 25 mai 2020                | Tlajomulco de Zúñiga       | Mexique                    | Arena VFG                  | NC                         | NC                         | NC                         |
| 27 mai 2020                | Mexico                     | Mexique                    | Palacio de los Deportes    | NC                         | NC                         | NC                         |
| Étape 2 — Amérique du Sud  |                            |                            |                            |                            |                            |                            |
| 30 mai 2020                | São Paulo                  | Brésil                     | Allianz Parque             | NC                         | NC                         | NC                         |
| 31 mai 2020                | Rio de Janeiro             | Brésil                     | Jeunesse Arena             | NC                         | NC                         | NC                         |
| 2 juin 2020                | Tortuguitas                | Argentine                  | DirecTV Arena              | NC                         | NC                         | NC                         |
| 5 juin 2020                | Santiago                   | Chili                      | Movistar Arena             | NC                         | NC                         | NC                         |
| 7 juin 2020                | Bogotá                     | Colombie                   | Movistar Arena Bogotá      | NC                         | NC                         | NC                         |
| Étape 3 — Europe           |                            |                            |                            |                            |                            |                            |
| 10 juillet 2020            | Algés                      | Portugal                   | Passeio Marítimo de Algés  | NC                         | NC                         | NC                         |
| 13 juillet 2020            | Amsterdam                  | Pays-Bas                   | Ziggo Dome                 | NC                         | NC                         | NC                         |
| 14 juillet 2020            | Berlin                     | Allemagne                  | Mercedes-Benz Arena        | NC                         | NC                         | NC                         |
| 15 juillet 2020            | Cologne                    | Allemagne                  | Lanxess Arena              | NC                         | NC                         | NC                         |
| 17 juillet 2020            | Milan                      | Italie                     | Milan Innovation District  | NC                         | NC                         | NC                         |
| 18 juillet 2020            | Paris                      | France                     | Hippodrome de Longchamp    | NC                         | NC                         | NC                         |
| 19 juillet 2020            | Rotselaar                  | Belgique                   | Werchter Festivalpark      | NC                         | NC                         | NC                         |
| 21 juillet 2020            | Manchester                 | Royaume-Uni                | Manchester Arena           | NC                         | NC                         | NC                         |
| 22 juillet 2020            | Manchester                 | Royaume-Uni                | Manchester Arena           | NC                         | NC                         | NC                         |
| 24 juillet 2020            | Birmingham                 | Royaume-Uni                | Arena Birmingham           | NC                         | NC                         | NC                         |
| 26 juillet 2020            | Londres                    | Royaume-Uni                | The O2                     | NC                         | NC                         | NC                         |
| 27 juillet 2020            | Londres                    | Royaume-Uni                | The O2                     | NC                         | NC                         | NC                         |
| Au total                   | Au total                   | Au total                   | Au total                   | Au total                   | —                          | —                          |